# Palazzo di Giustizia (Torre Annunziata)
Il Palazzo di Giustizia di Torre Annunziata è costituito da tre edifici, ubicati nei pressi dello svincolo di Torre Annunziata Nord dell'Autostrada A3 e adiacenti allo Stadio Alfredo Giraud.

Istituito nel distretto della Corte di Appello di Napoli, la struttura ospita il Tribunale di Torre Annunziata, la Procura della Repubblica, il Giudice di Pace e l'Ufficio UNEP.

## Storia
Prima dell'istituzione del Tribunale di Torre Annunziata, il Tribunale di Napoli era l'unico dell'intera hinterland napoletano, non essendo assistito da nessuna sede viciniora, a differenza di altre città italiane, come ad esempio Milano con Monza e Lodi, Roma con Civitavecchia e Velletri, Torino con Ivrea e Pinerolo o Pavia con Vigevano e Voghera.

Una prima proposta di legge (n. 3618) per l'istituzione del Tribunale, fu presentata in Parlamento l'8 febbraio 1989, dai deputati Raffaele Mastrantuono, Giulio Di Donato, Carlo D'Amato e Felice Iossa.

In seguito al quasi collasso dei procedimenti giudiziari del Tribunale di Napoli, si avvertì l'effettiva necessità di dislocare il carico di tali procedimenti su nuove strutture da istituire in provincia. Con la proposta di legge 4944 si chiese l'apertura del Tribunale di Nola, mentre con la proposta di legge 4945 del 5 luglio 1990, 16 deputati, Gianfranco Nappi, Anna Maria Pedrazzi, Luciano Violante, Abdon Alinovi, Andrea Geremicca, Angela Francese, Silvano Ridi, Antonio Bargone, Enzo Ciconte, Anna Finocchiaro, Bruno Fracchia, Nicoletta Orlandi, Vincenzo Recchia, Alberto Sinatra, Livia Turco e Giuseppe Vacca, presentarono nuovamente la proposta di legge richiedente l'istituzione del Tribunale.

L'Istituzione del Tribunale Ordinario e della Pretura Circondariale di Torre Annunziata avvenne con la promulgazione della legge n. 126 dell'11 febbraio 1992, pubblicata sulla Gazzetta ufficiale n. 41 del 19 febbraio ed entrata in vigore il successivo 5 marzo.

## Giurisdizione
Il Tribunale di Torre Annunziata ha giurisdizione sui seguenti comuni:
Agerola, Boscoreale, Boscotrecase, Casola di Napoli, Castellammare di Stabia, Gragnano, Lettere, Massa Lubrense, Meta, Piano di Sorrento, Pimonte, Poggiomarino, Pompei, Santa Maria la Carità, Sant'Agnello, Sant'Antonio Abate, Sorrento, Striano, Torre Annunziata, Torre del Greco, Trecase, Vico Equense.

Alla Pretura fanno capo le sezioni distaccate di Castellammare di Stabia, Gragnano, Pompei, Sorrento, Torre del Greco e Vico Equense.

Le funzioni di pubblico ministero presso le preture vennero temporaneamente attribuite alla procura della Repubblica presso lo stesso tribunale.

## Struttura
Il Tribunale di Torre Annunziata è composto da tre torri, denominate A, B e C. Esternamente ai manufatti, ma comunque all'interno dell'area recintata, trova posto un ampio parcheggio riservato ai magistrati e agli avvocati. Un ulteriore parcheggio è situato poco distante.
La torre A, costituita da sei piani, fu la prima ad essere costruita ed inaugurata nel 1994. Qui è situato l'ingresso principale, dotato di accesso ai disabili, che porta in un ampio atrio, la cui copertura a volta occupa l'intera altezza dell'edificio.
La torre B, costituita da quattro piani, ha il suo accesso dall'atrio della torre A. Consegnata nel novembre 2014, come per altre strutture italiane, consegnate nello stesso periodo, soffre di un progetto reso obsolescente dalla modifica della geografia giudiziaria del 2013, che portò all'accorpamento delle sedi distaccate di Castellammare di Stabia, Gragnano, Sorrento e Torre del Greco, risultando insufficiente a contenere tutti gli uffici.
La torre C, di ultima realizzazione, ospita la Procura della Repubblica. È servita da due ingressi, uno principale, pedonale e carrabile, ed uno secondario esclusivamente carrabile. Tutti gli accessi sono costantemente presidiati dalle Forze dell'ordine e provvisti di metal detector.
L'atrio dell'ingresso principale è dotato di un monitor collegato al sito web del Tribunale, che riporta le informazioni di tutte le udienze giornaliere. L'intera struttura è servita da diversi ascensori, mentre una piattaforma elevatrice permette il collegamento della torre A con le torri B e C.
Nelle vicinanze della struttura è presente la stazione di Via Viuli-Palazzo di Giustizia della ferrovia Circumvesuviana, attualmente (2023) chiusa al traffico.